# SHOUTcast
Shoutcast — кроссплатформенное бесплатное серверное ПО компании Nullsoft. Предназначено для организации потокового вещания цифрового аудио-/видеосигнала в формате MP3, AAC, AACplus, NSV, как в локальную сеть, так и в Интернет. Прост в установке, настройке и управлении.
Минимальный набор для организации вещания состоит из собственно сервера Shoutcast (или демона) и источника, в простейшем случае реализуемого программой Winamp или аналогичного программного плеера с соответствующим плагином, кодирующим аудиосигнал с требуемым качеством, и передающего его в потоковом режиме серверу Shoutcast для последующей передачи оного подключившимся к серверу клиентам, в качестве которых выступает любой программный плеер с поддержкой потокового вещания.
В настоящее время существует большое[какое?] число интернет-радиостанций, вещающих с использованием данного ПО.
Имеется панель управления на основе Web-интерфейса.
Имеется возможность на одном компьютере установить одновременно несколько служб сервера Shoutcast.